# Bürgerfunk in Nordrhein-Westfalen
Der Bürgerfunk in Nordrhein-Westfalen ist ein nicht-kommerzielles Hörfunk-Angebot im Programm der privaten NRW-Lokalradios.
Mit dem Start von Radio Duisburg am 1. April 1990 startete nicht nur der Rahmenprogrammanbieter Radio NRW, sondern auch der Bürgerfunk. Damit ist ein in Deutschland einzigartiges Modell entstanden, das auf der einen Seite den kommerziellen Lokalradios ihre Monopolstellung ohne weitere private Konkurrenz sichert, auf der anderen Seite dem Bürgerfunk eine sehr hohe technische Reichweite bietet.
Um die Weiterentwicklung des Bürgerfunks voranzutreiben, hat der Bürgerfunk aus sich heraus das Qualitätsmanagement Bürgerfunk angestoßen, eine Definition für „gelungenen Bürgerfunk“ entwickelt und Eckpunkte für diese Definition verabschiedet.
Im Kreis Olpe gibt es bis heute kein Lokalradio, somit auch keinen Bürgerfunk. Im Kreis Heinsberg hat die Welle West den Betrieb im Mai 2007 eingestellt. Auch hier gibt es keinen Bürgerfunk mehr.

## Allgemeines
In Nordrhein-Westfalen waren die privaten kommerziellen Hörfunksender vor der Umsetzung des neuen Landesmediengesetzes 2007 gesetzlich verpflichtet, bis zu 15 Prozent ihrer Sendezeit für von Bürgern produzierte Beiträge zur Verfügung zu stellen. Es war der Versuch, die Idee des werbefreien Offenen Kanals mit einem wirtschaftlich agierenden Lokalradio zu verbinden. In der konkreten Realisation der Herstellung von Hörfunkproduktionen hatte dieses Modell gravierende Konsequenzen: Live-Sendungen waren nicht möglich, da die Bürgerfunker drei Werktage vor dem Ausstrahlungstermin die produzierte Sendung zur Kontrolle durch den Sender einreichen mussten. „B-15-Produzenten“ hatten also nicht die gleiche Autonomie wie Nutzer „echter“ Offener Kanäle. Das Lokalradio behielt dadurch zumindest eine gewisse „Kontrolle“ über sein Format und rechtliche Sicherheit sowohl hinsichtlich der Vorgaben des Presserechts wie auch sonstiger medienrechtlicher oder strafrechtlicher Bestimmungen. Abgelehnte Sendungen waren von den Lokalsendern auf Verlangen der verantwortlichen Bürgerfunkgruppe zur Überprüfung der Entscheidung bei der Landesanstalt für Medien Nordrhein-Westfalen (LfM) einzureichen.
Begleitet wurde die Integration der Bürgerprogramme in ein kommerzielles Programmumfeld von regelmäßig wiederkehrenden Reibereien über Sendeplätze, Sendezeiten, zugesagte bzw. versagte Unterstützungsleistungen und Formatdiskussionen. Diskutiert wird bis heute auch die Frage, ob Bürgerfunk nicht besser im öffentlich-rechtlichen Programmangebot des WDR einen Platz bekommen sollte.
Ein von jeher wichtiger Baustein des NRW-Bürgerfunkkonzepts ist die handwerkliche Qualifizierung der ehrenamtlich Programmaktiven. Sie ist von der LfM nicht nur immer wieder gefordert, sondern auch aktiv unterstützt worden – mit beachtenswerten Erfolgen. Das dokumentiert eine aktuelle Organisations- und Programmevaluation, die die LfM in Auftrag gegeben hatte und deren Ergebnisse im Frühjahr 2005 vorgestellt worden sind. Dennoch stellten CDU und FDP, die 2005 in NRW die Regierungsverantwortung übernahmen, in ihrer Koalitionsvereinbarung fest, dass sich „der Bürgerfunk in seiner jetzigen Form überwiegend nicht bewährt“ habe. Umso größerer Bedeutung wurde daher dem aktuellen, auf zwei Jahre angelegten LfM-Projekt zum Qualitätsmanagement Bürgerfunk (QMB) beigemessen. Danach sollten die Radiowerkstätten – als organisatorische Träger des NRW-Bürgerfunks für die Beratung, Betreuung und Qualifizierung der Produzenten zuständig – zertifiziert werden. Ziel war es, die Arbeitsqualität der Einrichtungen zu steigern, um sie auf die Integration in umfassende Medienkompetenznetzwerke vorzubereiten. Die Interessenvertretungen der NRW-Bürgerfunker begleiteten das Vorhaben aktiv, unter anderem im Rahmen eines Beirates zum Projekt.
Die Produktionsinfrastruktur wurde von 160 anerkannten, das heißt von der zuständigen Medienanstalt geförderten Radiowerkstätten bestimmt, die Anzahl der landesweit aktiven Bürgerfunker auf 18.000 geschätzt. Sie waren in rund 2700 Bürgerfunkgruppen organisiert. Täglich produzierten sie fast 50 Stunden Programm. Durch die neue Gesetzeslage haben etwa 20 Radiowerkstätten ihren Betrieb eingestellt.
Rund 16.000 Unterschriften von Bürgerfunkhörern und Radiomachern, die sich gegen die Verschlechterungen für den Bürgerfunk wenden, die CDU und FDP im neuen Landesmediengesetz planten, überreichten Bürgerfunk-Vertreter am 30. April 2007 an Edgar Moron, den ersten Vizepräsidenten des nordrhein-westfälischen Landtags. Die von CDU und FDP gestellte NRW-Landesregierung hat sich mit der im Mai 2007 erfolgten Novellierung des Landesmediengesetzes jedoch für die „faktische Abschaffung“ des Bürgerfunks – wie er in NRW bisher bekannt war – entschieden. Die Sendezeit des nordrhein-westfälischen Bürgerfunks ist von Montag bis Samstag auf eine landesweit einheitliche spätabendliche „Nettostunde“ (im „Fernsehschatten“ nach 21:00 Uhr), Sonntag von 19 bis 20 Uhr reduziert und ein strikter „lokaler Bezug“ zum Verbreitungsgebiet den ausgestrahlten Bürgerfunkformaten vorgeschrieben worden. Der Schwerpunkt künftiger Radiowerkstattarbeit muss daher in der Projektarbeit und der Aus- und Weiterbildung liegen, weil sonst keine Gelder mehr von der LfM fließen.

## Vorgaben des neuen Landesmediengesetzes
Am 29. Juni 2007 ist das Gesetz zur Änderung des Landesmediengesetzes NRW, 12. Rundfunkänderungsgesetz (LMG-NW) im Gesetz- und Verordnungsblatt des Landes NRW veröffentlicht worden. Mit seiner Veröffentlichung trat das Gesetz zwar de jure zum 30. Juni 2007 in Kraft, aber nicht in allen Punkten. In manchen konkreten Punkten – in denen das Gesetz erst noch umgesetzt werden musste – trat das Gesetz de facto erst im Laufe der Zeit in Kraft. So galt z. B. die Bürgerfunksendezeit solange nach altem Programmschema, bis ein neues Programmschema von der Veranstaltergemeinschaft beschlossen und dessen Recht- und Gesetzmäßigkeit durch die LfM (Beschluss der Medienkommission) bestätigt wurde – spätestens jedoch zum Jahreswechsel 2007/08.
Mit der Umstellung von der Minutenförderung auf die reine Projektförderung, mit der Förderung von
- ausschließlichen Maßnahmen und Projekten,
- vorrangigen Maßnahmen und Projekten, die die Medienkompetenz durch Schulprojekte in Kooperation mit einer Veranstaltergemeinschaft stärken.

Die Hälfte des Bürgerfunks blieb ab 2008 Schülerinnen und Schülern vorbehalten. Die Produktion von Bürgerfunksendungen wird nicht mehr gefördert.
Mit dem Inkrafttreten des Landesmediengesetzes galt ab dem 30. Juni 2007:
- Bürgerfunkbeiträge sind nur noch in deutscher Sprache zu senden.
- Bürgerfunkbeiträge müssen einen lokalen Bezug zum Verbreitungsgebiet haben.
- Bürgerfunker müssen im jeweiligen Verbreitungsgebiet wohnen.
- Die Produktionshilfeverpflichtung der Veranstaltergemeinschaften entfällt.
- Die Fortführung der Minutenförderung endete am 31. Dezember 2007.

Erst nachdem die Änderung des Programmschemas im Verbreitungsgebiet von der Veranstaltergemeinschaft beschlossen und durch die LfM bestätigt wurde, galt spätestens mit dem Jahreswechsel 2007/08:
- Der Sendeumfang umfasst höchstens 1 Radiostunde täglich.
- Die Sendungen werden werktags von 21 bis 22 Uhr, sonn- und feiertags von 19 bis 21 Uhr ausgestrahlt.
- Bürgerfunksendungen, die ausfallen oder verschoben werden müssen, sollen sonn- und feiertags von 20 bis 21 Uhr nachträglich ausgestrahlt werden.

Erst mit dem Jahreswechsel 2007/08 oder später galt:
- Einführung des "Führerschein-Prinzips" (Nachweis geeigneter Qualifizierung), erforderlich ab dem 1. Januar 2008, in begründeten Ausnahmefällen aber spätestens ab dem 30. Juni 2008 (Übergangsfrist);
- Umstellung der Förderung von der Minuten- auf die Projektförderung am 1. Januar 2008 (Qualifizierungsprojekte und Schulprojekte).

## Förderung
Seit 1990 förderte die LfM die Produktion und Sendung des Bürgerfunks (Minutenförderung). Am 1. Januar 2008 wurde auf die Projektförderung umgestellt. Im bewilligten Bürgermedien-Etat von rund 980.000 Euro entfallen dann 50 % der Gelder auf Schulprojekte.

## Schulprojekte
Bürgerfunksendungen, die aus Schulprojekten hervorgehen, können faktisch zu jeder beliebigen Zeit im Lokalradio gesendet werden. Die Bürgerfunkgruppe oder Radiowerkstatt eines jeden Verbreitungsgebietes handelt mit der jeweiligen Veranstaltergemeinschaft eigene Regelungen aus. Voraussetzungen für eine Sendung sind hier der Stempel der Schule und der Veranstaltergemeinschaft, nicht jedoch der Radiopass.

## Radiopass / Radioführerschein NRW
Mit dem Beginn des Jahres 2008 führte die LfM einen einheitlichen „Radiopass Bürgerfunk NRW“ ein. Ab dem 1. Juli 2008 (Ende der Übergangsfrist am 30. Juni 2008) dürfen nur noch Gruppen Bürgerfunk senden, die aus mindestens drei Verantwortlichen bestehen. Mindestens ein Mitglied der Gruppe muss sich vorher einer dreimoduligen „Qualitätskontrolle“ des Landes NRW unterzogen und den Radiopass erworben haben. Modul 1 besteht aus der Grundlagenvermittlung im Hörfunk, Modul 2 aus der Produktion und Modul 3 aus der Qualitätskontrolle („Aircheck“).